# Bernd Vowinkel
Bernd Vowinkel (* 1947 in Alsfeld; † 14. Juni 2025) war ein deutscher wissenschaftlicher Mitarbeiter im Bereich Radioastronomie und Sachbuchautor.
Vowinkel war bis 2010 wissenschaftlicher Mitarbeiter am Radioastronomischen Institut der Universität Bonn (RAIUB) und am ersten Physikalischen Institut der Universität zu Köln auf dem Gebiet der Radioastronomie, Halbleiter- und Mikrowellentechnik.
Nach einigen wissenschaftlichen Büchern und Fachartikeln auf seinem Fachgebiet schrieb er ab 2006 populärwissenschaftliche Bücher zum Thema Bewusstsein, Mustererkennung, künstliche Intelligenz, transhumane und posthumane Zivilisation.

## Leben
Nach seinem Abitur studierte Bernd Vowinkel in Gießen Nachrichtentechnik und arbeitete zwei Jahre als Ingenieur in einer Satellitenbodenstation der ESA. Im Anschluss studierte er Physik und Astronomie an den Universitäten Bonn und Gießen.
1978 promovierte er mit der Arbeit Heterodynempfänger mit Schottky- und Josephson-Mischer für radioastronomische Beobachtungen im Millimeter-Wellenbereich an der Mathematisch-Naturwissenschaftlichen Fakultät der Universität Bonn.
Er war Mitglied der Giordano-Bruno-Stiftung und wurde dort 2012 zum Regionalgruppenvertreter gewählt.
Vowinkel schrieb unter anderem einen Artikel zum Koalitionsvertrag der 18. Wahlperiode des Bundestages für den Humanistischen Pressedienst (hpd) in dessen Redaktion er als Autor aufgeführt wird.

## Publikationen
- Das Geheimnis des menschlichen Denkens, Kurzweil, Ray. Mit einem Vorwort von Bernd Vowinkel. - Berlin : Lola Books, 2014, ISBN 978-3-944203-06-5
- Maschinen mit Bewusstsein - Wohin führt die künstliche Intelligenz?, Vowinkel, Bernd. - Weinheim : Wiley-VCH, 2012, 1., Auflage, neue Ausg., ISBN 978-3-527-64136-9
- Expedition in die Wissenschaft. Sach- und Spaßgeschichten aus Physik und Astronomie, Bernd Vowinkel und viele andere Autoren, Wiley-VCH; Auflage: 1., Aufl. (21. August 2006), ISBN 3527318143, ISBN 978-3527318148
- Passive Mikrowellenradiometrie, Vowinkel, Bernd. Mit einem Kapitel über Plasmadiagnostik von Hans J. Hartfuss. - Braunschweig : Vieweg, 1989, ISBN 3-528-08959-8
- Technische Grundlagen der Radioastronomie, von Otto Hachenberg und Bernd Vowinkel. - Mannheim : Bibliographisches Institut, 1982, ISBN 3-411-01645-0
- Heterodynempfänger mit Schottky- und Josephson-Mischer für radioastronomische Beobachtungen im Millimeter-Wellenbereich, Vowinkel, Bernd, 1978, Dissertation.[9]
- Low frequency modelling of coaxial low pass filters for use in millimeter wavelength mixers, Haas, Robert W., Vowinkel, Bernd. - Bonn : Max-Planck-Inst. für Radioastronomie, 1978.[10]
- Wissen statt Glauben!: das Weltbild des neuen Humanismus, Vowinkel, Bernd. - Berlin: Lola Books, 2018, ISBN 978-3-944203-33-1